# Elżbieta Klein
Elżbieta Klein (ur. 17 czerwca 1990 w Gdyni) – polska siatkarka, grająca na pozycji przyjmującej. Od sezonu 2015/16 zawodniczka AZS Politechnika Śląska Gliwice.

## Kluby
| Lata gry   | Klub                            |
| ---------- | ------------------------------- |
| wychowanka | UKS Trefl Gdynia                |
| 2009–2011  | Czarni Słupsk                   |
| 2011–2012  | Community College Colby         |
| 2012–2014  | West Virginia University        |
| 2014–2015  | BKS Aluprof Bielsko-Biała       |
| 2015–      | AZS Politechnika Śląska Gliwice |